# Gustave Surand
Gustave Surand né à Paris  le 25 août 1860, et mort dans la même ville le 27 mars 1937 est un peintre et sculpteur français.

## Biographie
Élève de Jean-Paul Laurens à l'École des beaux-arts de Paris, Gustave Paul Alexandre Surand pratique la peinture, le pastel et la sculpture. Il expose dès 1881 au Salon des artistes français et reçoit une mention honorable en 1884. Il demeure alors 116, rue de Vaugirard à Paris.
Il peint de grands fauves d’après des études sur nature. « Peintre de scènes de genre dans lesquels il se montre sensible aux variations de l'atmosphère et aux contrastes de lumières ». Il sait suggérer de quelque trait puissant le moment où l’animal se tend tout entier et s’apprête à bondir. Il obtient en 1884 une bourse de voyage qui lui permet de visiter la Tunisie.
Le restaurant parisien le Bar Romain, au 6, rue de Caumartin, aujourd'hui devenu Le Petit Olympia, conservait treize tableaux, dont Fête de vendange donnée par Messaline dans le palais de Claude, en l'honneur de son amant Silius (1905), Néron devant l'incendie de Rome, Les Arènes sous Caligula, qui furent mises aux enchères à l'hôtel Drouot en 2011, puis en 2023.
Le 28 février 1973 eut lieu la vente de son atelier à l'hôtel Drouot à Paris.

## Distinction
Gustave Surand est nommé chevalier dans l'ordre national de la Légion d'honneur par décret du 31 décembre 1909.

## Œuvres dans les collections publiques
- Bourg-en-Bresse, musée de Brou :
  - Les Lions crucifiés, présenté à l'Exposition universelle de 1889, huile sur toile, 5 × 4,20 m ;
  - Saint Antoine et saint Paul ermite, Salon de 1894 ;
  - Caius Caligula, Salon de 1901, huile sur toile, 6 × 5 m.
- Paris, Sorbonne Université : Massacre des barbares par Hamilcar, Salon de 1896, huile sur toile[11].

Œuvres de Gustave Surand
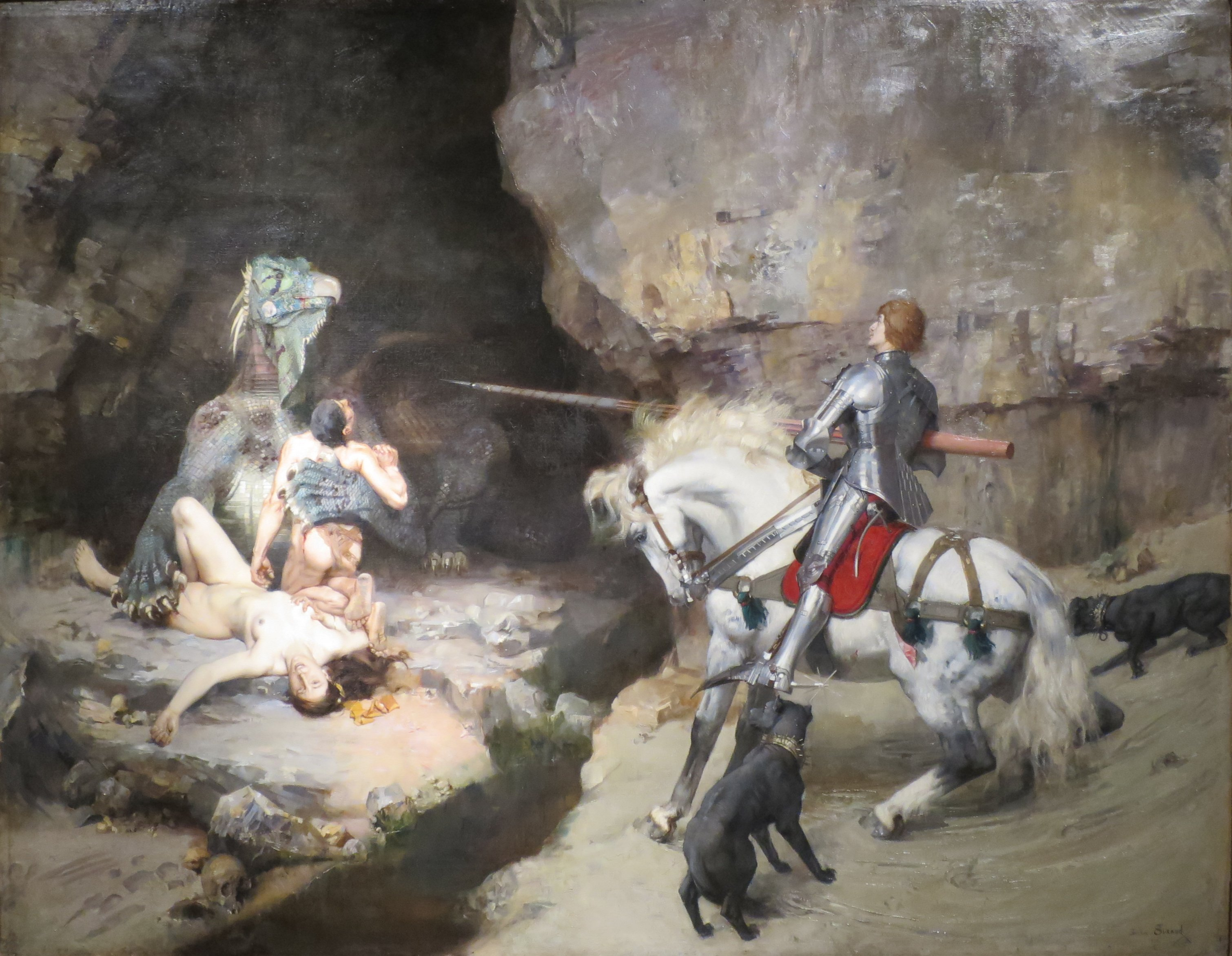
Saint Georges et le monstre (1888), musée d'Art du comté de Los Angeles.
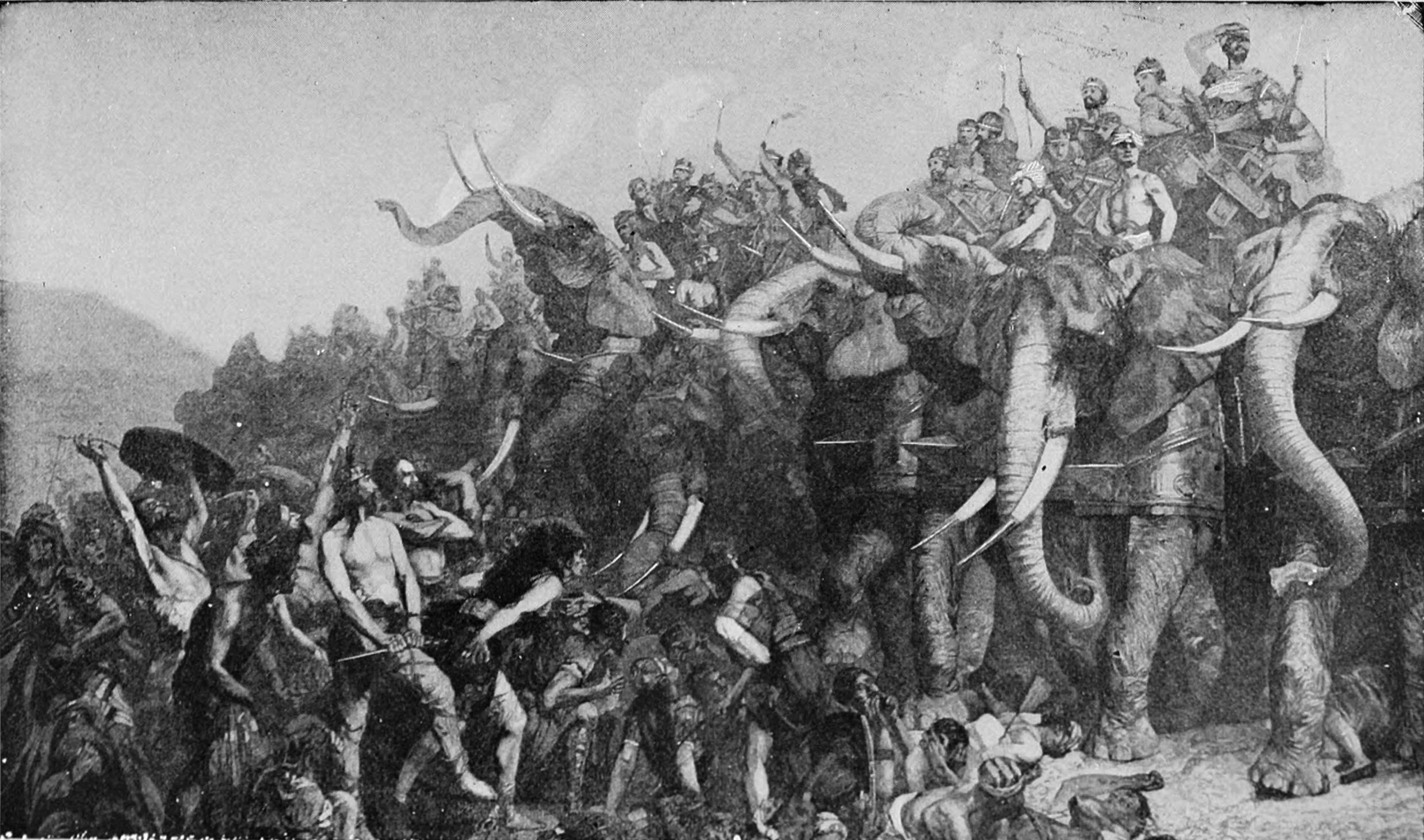
Massacre des barbares par Hamilcar (Salon de 1896), Paris, Sorbonne Université.

## Salons et expositions
- Salon des artistes français (à partir de 1881) :
  - 1884 : mention honorable ;
  - 1892 : La Tentation de saint Antoine, huile sur toile ;
  - 1896 : Massacre des barbares par Hamilcar, huile sur toile.
- Exposition universelle de 1889 : Lions crucifiés, huile sur toile, 5 × 4,20 m.
- Exposition universelle de 1900 : Saint-Georges terrassant le Dragon, médaille d'argent.

## Élèves notables
- Jeanne Magdeleine Favier (1860-1904), artiste peintre[12].
- Roger Godchaux (1878-1958), sculpteur.